# Олберг (Вермонт)
Олберг (англ. Alburgh) — город в округе Гранд-Айл, штат Вермонт, США. Согласно данным переписи населения США 2010 года, численность населения города составляла 1 998 человек.

## История
Город был основан 23 февраля 1781 года.

## География
Город находится в северо-западной части штата Вермонт, на берегу озера Шамплейн, вблизи границы с Канадой, на расстоянии приблизительно 95 километров к северо-западу от Монтпилиера, административного центра штата. Абсолютная высота — 29 метров над уровнем моря.

Согласно данным бюро переписи населения США, площадь территории города составляет 126,4 км², из которых, 75,9 км² приходится на сушу и 50,5 км² (то есть 40 %) на водную поверхность.

## Демография
По данным переписи населения 2000 года в Олберге проживало 1952 человека, 529 семей, насчитывалось 791 домашнее хозяйство и 1 259 единиц жилого фонда. Средняя плотность населения составляла около 16,6 человека на один квадратный километр.

Расовый состав города по данным переписи распределился следующим образом: 96,67 % белых, 1,95 % — коренных американцев, 0,15 % — азиатов, 1,23 % — представителей смешанных рас. Испаноговорящие составили 0,2 % от всех жителей города.

Из 791 домашнего хозяйства в 31,2 % — воспитывали детей в возрасте до 18 лет, 55,4 % представляли собой совместно проживающие супружеские пары, в 7,8 % семей женщины проживали без мужей, 33,1 % не имели семьи. 26,2 % от общего числа семей на момент переписи жили самостоятельно, при этом 11,8 % составили одинокие пожилые люди в возрасте 65 лет и старше. Средний размер домашнего хозяйства составил 2,47 человека, а средний размер семьи — 2,97 человека.

Население города по возрастному диапазону по данным переписи 2000 года распределилось следующим образом: 25,4 % — жители младше 18 лет, 7,2 % — между 18 и 24 годами, 28,8 % — от 25 до 44 лет, 24,6 % — от 45 до 64 лет и 14 % — в возрасте 65 лет и старше. Средний возраст жителей составил 38 лет. На каждые 100 женщин в приходилось 100,8 мужчины, при этом на каждые сто женщин 18 лет и старше приходилось 99 мужчин также старше 18 лет.

Средний доход на одно домашнее хозяйство в городе составил 33 148 доллара США, а средний доход на одну семью — 39 783 долларов. При этом мужчины имели средний доход в 30 655 долларов США в год против 23 750 долларов среднегодового дохода у женщин. Доход на душу населения в городе составил 16 285 долларов в год. 10,8 % от всего числа семей в городе и 12,8 % от всей численности населения находилось на момент переписи населения за чертой бедности, при этом 18,4 % из них были моложе 18 лет и 13,9 % — в возрасте 65 лет и старше.